# Facundo Bonifazi
Facundo Bonifazi Castro (Montevideo, 29 september 1995) is een Uruguayaans-Italiaans voetballer.

## Carrière
Facundo Bonifazi speelde in de jeugd van Club Malvín Alto, CA Progreso, El Tanque Sisley en Racing Club de Montevideo. Bij deze club debuteerde hij op 7 februari 2016 in de Primera División in de met 2-0 gewonnen thuiswedstrijd tegen El Tanque Sisley. Na vijf seizoenen bij Racing Club vertrok hij in de zomer van 2019 naar MVV Maastricht, waar hij een contract tot medio 2021 tekende. Bonifazi maakte op 26 Augustus zijn eerste doelpunt voor MVV. hij maakte die dag de 1-0 voor MVV bij de 1-0 gewonnen uitwedstrijd tegen Jong PSV. Op 23 maart 2020 werd het contract van Bonifazi bij MVV ontbonden. In september van dat jaar sloot hij bij CA River Plate aan. Hier speelde hij twee seizoenen, waarna hij in 2022 naar regerend landskampioen Peñarol vertrok. Dit werd geen succes: Peñarol werd zesde en Bonifazi speelde nauwelijks. In 2023 vertrok hij naar Defensor Sporting Club.

### Statistieken
| Seizoen                   | Club                      | Land           | Competitie       | Competitie | Competitie | Beker | Beker | Internationaal | Internationaal | Totaal | Totaal |
| Seizoen                   | Club                      | Land           | Competitie       | Wed.       | Dlp.       | Wed.  | Dlp.  | Wed.           | Dlp.           | Wed.   | Dlp.   |
| ------------------------- | ------------------------- | -------------- | ---------------- | ---------- | ---------- | ----- | ----- | -------------- | -------------- | ------ | ------ |
| 2015/16                   | Racing Club de Montevideo | Uruguay        | Primera División | 8          | 0          | –     | –     | –              | –              | 8      | 0      |
| 2016                      | Racing Club de Montevideo | Uruguay        | Primera División | 0          | 0          | –     | –     | –              | –              | 0      | 0      |
| 2017                      | Racing Club de Montevideo | Uruguay        | Primera División | 25         | 1          | –     | –     | –              | –              | 25     | 1      |
| 2018                      | Racing Club de Montevideo | Uruguay        | Primera División | 18         | 2          | –     | –     | –              | –              | 18     | 2      |
| 2019                      | Racing Club de Montevideo | Uruguay        | Primera División | 14         | 0          | –     | –     | –              | –              | 14     | 0      |
| 2019/20                   | MVV Maastricht            | Nederland      | Eerste divisie   | 9          | 1          | 0     | 0     | –              | –              | 9      | 1      |
| 2020                      | CA River Plate            | Uruguay        | Primera División | 19         | 0          | –     | –     | 4              | 1              | 23     | 1      |
| 2021                      | CA River Plate            | Uruguay        | Primera División | 28         | 2          | –     | –     | –              | –              | 28     | 2      |
| 2022                      | CA Peñarol                | Uruguay        | Primera División | 10         | 0          | 3     | 0     | 2              | 0              | 15     | 0      |
| 2023                      | Defensor Sporting Club    | Uruguay        | Primera División | 5          | 0          | 0     | 0     | 1              | 0              | 6      | 0      |
| Carrièretotaal            | Carrièretotaal            | Carrièretotaal | Carrièretotaal   | 136        | 6          | 3     | 0     | 7              | 1              | 146    | 7      |
| Bijgewerkt op 2 juni 2023 |                           |                |                  |            |            |       |       |                |                |        |        |